# Sociedad Deportiva Ejea
La Societat Esportiva Ejea és un club de futbol aragonès de la vila d'Eixea, a la província de Saragossa, Aragó. Fundat el 1927, competeix actualment a la Tercera Federació.

## Història
La Sociedad Deportiva Ejea va ser fundada l'any 1927 a la localitat saragossana d'Eixea com a resultat de la unió de diversos equips esportius locals, i el seu primer president fou Higinio Villacampa Murillo.
Després de competir en totes les categories de futbol regional aragonès, va ser en la temporada 1956-57 quan va aconseguir el seu primer ascens a Tercera Divisió, a més d'arribar a la final del Campionat d'Aragó d'Aficionats.
Només un any després, la SD Ejea va aconseguir el Campionat de Lliga per primera vegada en la seva història, quedant per davant dels equips històrics saragossans Amistad i Arenas. Aquest títol li va servir per a disputar la Fase d'Ascens a Segona Divisió, tot i que va ser eliminat pel Real Unión de Irun.
A finals de la dècada dels anys 60 i principis dels anys 70 es va enfrontar en el campionat de lliga a equips de la talla de Reial Valladolid, UD Salamanca, CA Osasuna, CD Tenerife, Getafe CF, Deportivo Alavés, SD Eibar o Numància.

### Temporades recents
La temporada 2007-08 va tornar a quedar primer en la Tercera Divisió després de vèncer la Unió Esportiva Fraga per 3-0, precisament el dia que es complien cinquanta anys de l'assoliment del primer títol guanyat a Jaca amb el mateix resultat. L'equip va jugar la fase d'ascens a Segona Divisió B enfrontant-se a l'Arandina CF. En aquesta eliminatòria, l'Arandina va guanyar pel global de 2-1.
El 27 de juny de 2008 va sortir a la llum el llibre «Del football al fútbol, Crónicas de la Sociedad Deportiva Ejea», escrit per Juan Herranz, Jesús Ángel Ladrero i Santiago Latorre, i que narra la història de club en els seus fins llavors 80 anys d'història amb multitud d'anècdotes, fotos i documents.
El 7 d'octubre de 2009 es va proclamar campió de la Copa Federació de Futbol zona Aragó en vèncer a la final a doble partit el Club Esportiu Terol.
El 2010 la SD Ejea va acabar en quart lloc de la classificació en Tercera Divisió i va tornar a disputar la fase d'ascens a Segona B, caient davant la Unió Esportiva Alzira sense haver perdut cap dels dos enfrontaments (1-1 i 0-0).
La temporada 2011-12 la SD Ejea va aconseguir un nou títol de Campió de Tercera Divisió i va tornar a disputar la fase d'ascens a Segona Divisió B d'Espanya. En la primera eliminatòria va tenir com a rival el campió extremeny Arroyo CP, que va ascendir directament gràcies al doble valor dels gols en camp contrari (1-2 a Eixea i 0-1 a Arroyo de la Luz). En la següent ronda es va enfrontar al conjunt tarragoní CF Pobla de Mafumet, filial del Gimnàstic, i fou eliminat.
El 5 de setembre de 2012 va aconseguir passar una eliminatòria a la Copa del Rei per primera vegada en la història de club, vencent a partit únic el Peña Sport Fútbol Club per 4 -2, després de remuntar un 0-2 en contra a la segona meitat i disputar-se una pròrroga.
La temporada 2013-14 va finalitzar amb la tercera posició a Tercera Divisió, classificant un cop més per a la Fase d'ascens, enfrontant-se en la primera eliminatòria a l'Atlètic Malagueny, filial del Màlaga Club de Futbol. En el partit d'anada, els d'Eixea van caure per 0-2, però en el partit de tornada celebrat a l'Estadi de La Rosaleda davant 8000 espectadors, la SD Ejea va aconseguir vèncer per 1-0.
A la fi de la temporada 2017-18 aconsegueix l'ascens a Segona B davant el filial del Cadis Club de Futbol, havent eliminat el Rayo Vallecano B i el CD Tenerife B en les dues primeres rondes.
En el seu debut a Segona Divisió B, la Societat Esportiva Ejea va quedar enquadrada en el Grup III al costat de clubs històrics com ara Hèrcules CF, CE Sabadell, CE Castelló, Lleida Esportiu, FC Barcelona B o Atlètic Balears, aconseguint la permanència en finalitzar en catorzena posició.
Abans de començar la campanya, l'equip aconsegueix un nou títol de Copa Federació de Futbol zona Aragó el setembre de 2018 en derrotar a la final el Deportivo Aragón.
La temporada 2019-20 es va interrompre a mitjans de març quan faltaven deu jornades per a la conclusió a causa de la pandèmia mundial de malaltia COVID-19. La SD Ejea es trobava en aquell moment en la quinzena posició a la taula classificatòria.
L'estiu de 2020 signa un acord de filialitat amb el Club de Futbol Santa Anastasia de la Regional Preferent d'Aragó, i amb l'Escola de Futbol Base d'Eixea per a les categories inferiors. Durant la pretemporada torna a obtenir un nou trofeu de la fase autonòmica de Copa Federació de Futbol vencent en la final el Club Deportivo Brea.

## Estadi
Des del 8 d'agost de 2010, la SD Ejea disputa els seus partits com a local a l'Estadi Municipal d'Eixea, amb capacitat per a 2.249 localitats assegudes, de les quals 1.305 es troben sota tribuna coberta. El terreny té unes dimensions de 102 x 66 metres i és de gespa artificial. El primer partit oficial es va disputar en aquesta data, en un partit de la fase autonòmica de la Copa Federació de Futbol que va finalitzar amb victòria visitant de l'Andorra Club de Futbol, per 1-2, amb gol de Nacho Lafita per als locals.
Anteriorment jugava els seus partits en a l'estadi Municipal de Luchán, camp inaugurat el 8 de desembre de 1959 amb una partit entre la SD Ejea i el Reial Saragossa. En les seves primeres dècades d'història, el Camp de la Plana era el que acollia els seus partits com a local.